# Oliver Martini
Oliver Martini (Bologna, 12 dicembre 1971) è un ex pilota automobilistico italiano.
Fratello minore del più famoso Pierluigi ha vinto il campionato italiano di Formula 3 nel 1997.